# Rudolf Beran (Bildhauer)

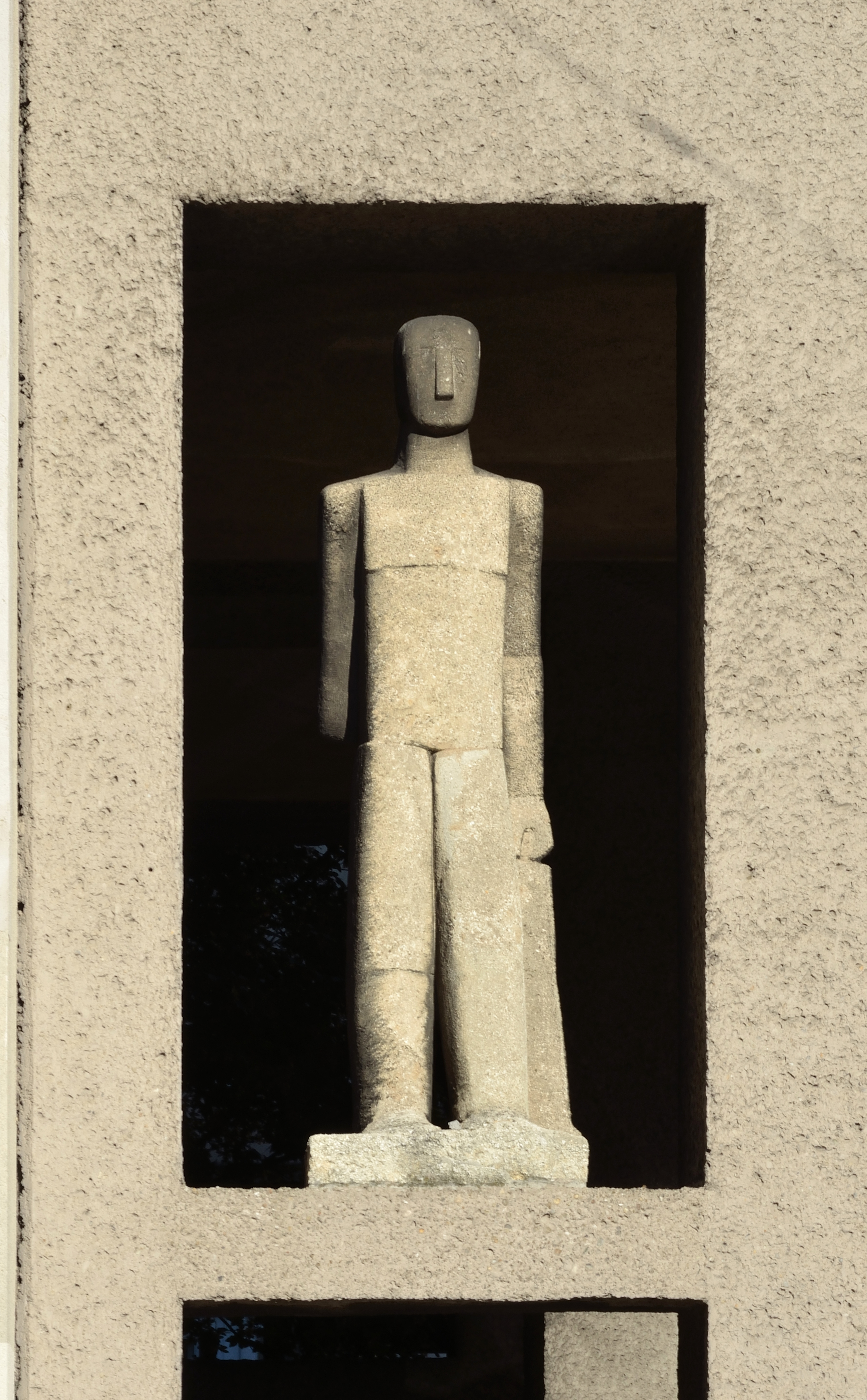
Figur von Rudolf Beran aus dem Jahr 1953 im Bereich der städtischen Wohnhausanlage Anton-Schmid-Hof, 1030 Wien

Rudolf Beran (* 26. August 1914 in Haag; † 13. Mai 1970 in Wien) war ein österreichischer Bildhauer und Museumsbediensteter.

## Leben
Rudolf Beran studierte Archäologie an der Universität Wien und Bildhauerei an der Akademie der bildenden Künste Wien. Nach seinem Studium war er Assistent des bedeutenden österreichischen Bildhauers Fritz Wotruba. Später war er Mitarbeiter im Wiener Völkerkundemuseum, nebenher war er als Bildhauer tätig. Von der Gemeinde Wien erhielt er diverse Aufträge für Kunst im öffentlichen Raum.

## Werke im öffentlichen Raum in Wien (Auswahl)
- 1953: Männliche Figuren (Naturstein; 3. Bezirk, Zaunergasse 12)
- 1955: Stierfries (mit Mosaik belegtes Relief; 22. Bezirk, Schüttaustraße)
- 1958/1959: Eulen (Relief mit Mosaik als Türumrahmung; 3. Bezirk, Hofmannsthalgasse 12–24)
- 1960: Diskuswerfer (Natursteinskulptur; 10. Bezirk, Sommerbad Laaer Berg)
- 1964: Krokodil (Kunststeinspielplastik, mit Mosaik belegt; 3. Bezirk, Erdbergstraße 16–28).